# VTOL
A VTOL a Vertical Take-Off and Landing rövidítése, amelyet a függőleges fel- és leszállásra képes légijárművek jelzésére használnak. Ebbe az osztályozásba beletartoznak a lebegésre és függőleges fel- és leszállásra képes merev szárnyú repülőgépek, a helikopterek és az egyéb, rotor-meghajtású légijárművek, például a billenőrotoros konvertiplánok. Az autogirók, a léggömbök, a léghajók és a rakéták általában nem számítanak VTOL-nak. Egyes VTOL repülőgépek más fajta fel- és leszállásra is képesek, például hagyományos (CTOL), rövid nekifutású (STOL) vagy függőleges leszállású, rövid nekifutású (STOVL) műveletekre is. Megint más járművek, például egyes helikopterek, csakis VTOL mozgásokra képesek, mivel nem rendelkeznek vízszintes elmozdulásokat is elviselő futóművekkel. 
A széles körben elterjedt helikoptereken kívül a világ haderői jelenleg kétféle VTOL-repülőgépcsaládot üzemeltetnek: a billenőrotoros (V–22 Osprey) és az irányított sugárhajtóműves (Harrier, F–35 Lightning II) gépeket.